# Séchoir à poissons

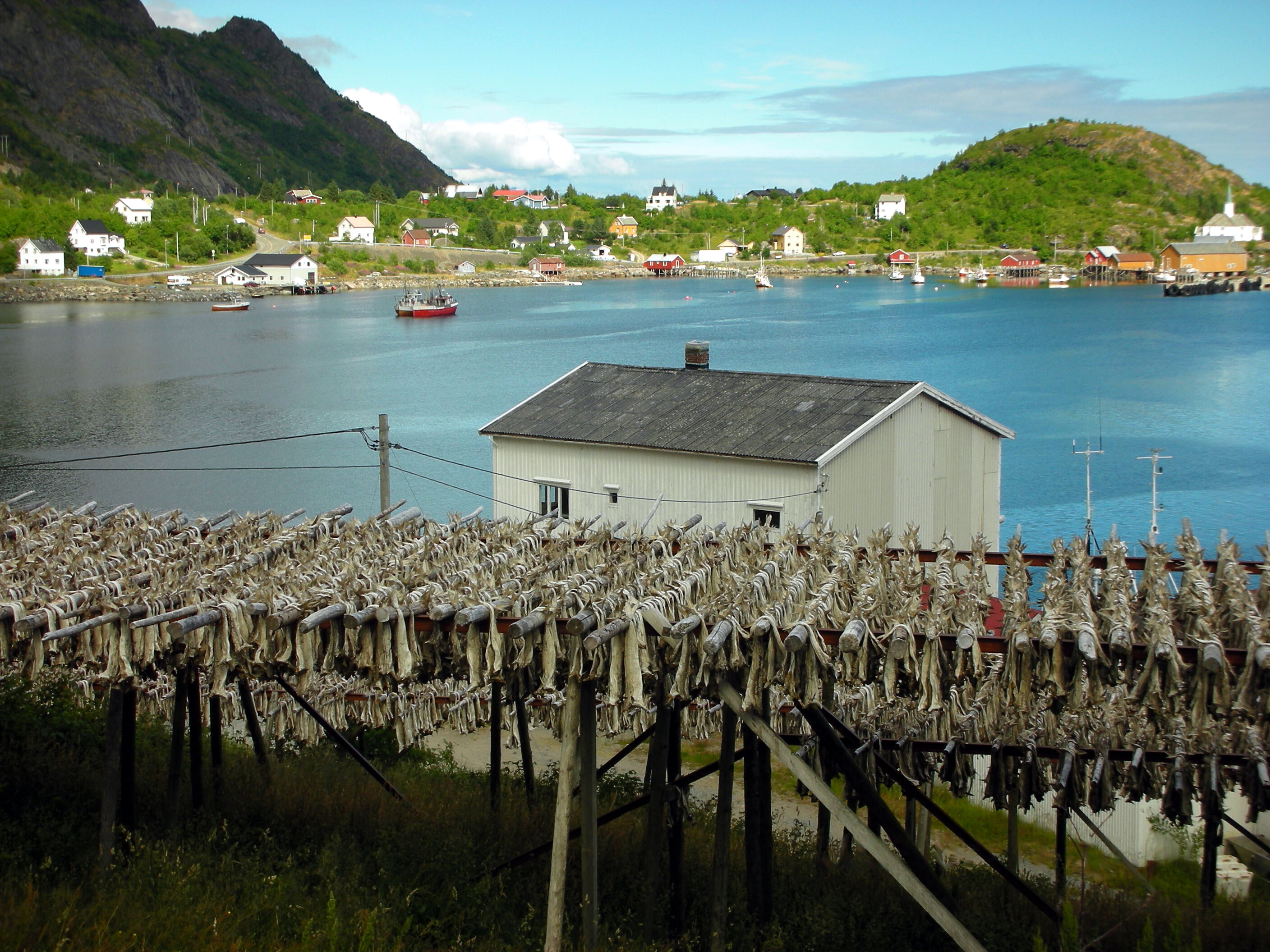
Séchoir à poissons traditionnel, rempli de morues, à Moskenes dans les îles Lofoten, en Norvège.

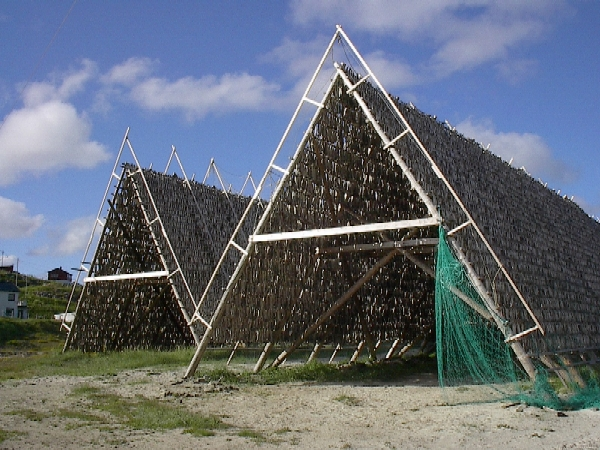
Séchoirs à poissons triangulaire à Hovden dans les Vesterålen, en Norvège.

Un séchoir à poissons est un cadre ou une grille, généralement en bois, utilisé pour le séchage des poissons péchés, en extérieur.

## Description
Le séchage est la première méthode connue pour la conservation des aliments. Pour la pêche, si le climat le permet, il est possible de faire sécher le poisson en extérieur afin de produire du stockfish.
Les séchoirs à poissons permettent de produire du stockfish en grande quantité. Traditionnellement, ils sont construits en bois.

## Traductions
- En Norvège, particulièrement aux îles Lofoten et Vesterålen, un séchoir à poissons est appelé un hjell.
- À Terre-Neuve, au Canada, un tel assemblage est appelé un fish flake.